# Przetrwać w Nowym Jorku (książka)
Przetrwać w Nowym Jorku (ang.  The Basketball Diaries) – dziennik literacki autorstwa Jima Carrolla opublikowany w 1978.
Jest najbardziej znanym dziełem pisarskim autora, traktującym o jego młodości spędzonej na ulicach rodzinnego Nowego Jorku, gdzie dorastał w niezamożnej rodzinie. Miał szansę na karierę koszykarską, którą zaprzepaścił po serii konfliktów z prawem i po wpadnięciu w uzależnienie od narkotyków. Autor wnikliwie obserwował nowojorską rzeczywistość lat 60. XX wieku, a jego dziennik stał się kultową pozycją wśród amerykańskiej młodzieży akademickiej owych lat. Zapiski obejmują czas od jesieni 1963 do lata 1966, a więc okres, gdy Carroll był nastolatkiem (narrację zaczyna w wieku 13 lat). Fragmenty dziennika publikowane były w latach 70. XX wieku na łamach The Paris Review, wywołując duże zainteresowanie czytelników, a także zyskując przychylne przyjęcie Jacka Kerouaca.
Książka była inspiracją dla filmu Przetrwać w Nowym Jorku z 1995 z Leonardem DiCaprio w roli głównej, wyreżyserowanego przez Scotta Kalverta.